# Louis Anschel
Louis Anschel (* 1964) ist ein Pseudonym des deutschen Autors Oliver Hausch, der nach den Klappentexten einiger seiner Bücher 1964 in Berlin geboren wurde und in Pattaya lebt.

## Leben
Oliver Hausch arbeitete nach diesen Angaben zunächst als Lehrer, bevor er sich einer Karriere als Autor widmete und Filmkritiken und Drehbücher schrieb. Nach Auslandsaufenthalten in Nordafrika und Lateinamerika habe es ihn nach Südostasien gezogen, wo er sich in das „Land des Lächelns“ verliebt hätte und dort seither überwiegend lebte. Den Angaben zufolge arbeitet er auch als Übersetzer (Englisch-Deutsch) und schreibt Kurzgeschichten und Romane. In deren Mittelpunkt stünden überwiegend Beziehungen zwischen europäischen Männern und thailändischen Frauen, wobei die Handlungen überwiegend im Umfeld des Rotlichtmilieus angesiedelt seien. Bekannt wurde Louis Anschel vor allem auch durch die TIP Zeitung für Thailand, für deren Druckausgabe er viele Jahre aktuelle Nachrichten und auch Artikel und Kolumnen schrieb und deren Ausgaben er zeitweise mitverantwortlich redigiert hat. Allerdings stand sein Name schon seit 2011 nicht mehr im Impressum des Anfang 2020 eingestellten Blattes.
Zudem war „Louis Anschel“ im Jahre 2009 einmalig für die achte Auflage des von TIP-Chef Roy Dettmar herausgegebenen TIP Führers Pattaya mitverantwortlich (alle vorangegangenen Ausgaben schrieb und redigierte Dettmar selbst, für die 9. Auflage zeichnete Hans Michael Hensel verantwortlich). Daneben machte er sich bei in Thailand lebenden Deutschen zwischen 2008 und 2011 als mitverantwortlicher „Globaler Moderator“ des TIP Forums einen Namen und schrieb einige seiner Bücher gemeinsam mit dem TIP-Autor Uwe Werner (Pseudonyme „Profuuu“ und Hermann U. Loewel).
Sein erster Kriminalroman Geldgier erschien 1999 im Schardt Verlag. Ein Jahr später folgte der Roman Joys Geheimnis. Seit 2007 konzentrierte sich der Schwerpunkt seiner belletristischen Arbeiten auf Thailand-Romane einschließlich Übersetzungen.

## Werke (Auswahl)
- Geldgier. (Roman). Oldenburg: Schardt 1999, ISBN 978-3-933584-08-3
- Joys Geheimnis. (Roman). München: Verlag der Criminale, 2000, ISBN 978-3-935284-61-5
- Yings Geheimnisse. (Roman). Bangkok: Fong Tong Enterprise, 2007, ISBN 978-974-7694-28-4
- Short Times. Denn sie wissen nicht, was sie tun. (Roman, mit Hermann U. Loewel). Bangkok: Bamboo Sinfonia, 2009.
- Eine Schlange im Paradies. (Roman). Bangkok: Bamboo Sinfonia, 2009.
- Funny Games. Bis zur bitteren Neige (Roman, mit Hermann U. Loewel). Bangkok: Bamboo Sinfonia, 2010, ISBN 978-616-7111-13-1
- Ein Farang schlägt zurück. (Roman). Taufkirchen: Heller. 2012, ISBN 978-3-929403-35-0
- Schwarze Magie. (Roman). Bangkok: Bamboo Sinfonia, 2012, ISBN 978-616-91211-2-1

## Übersetzungen
- Stephen Leather: Private Dancer. (Roman). Bangkok 2005.
- Julia Manzanares, Derek Kent: Ich war erst 13: Die wahre Geschichte von Lon. (Roman). Berlin: Schwarzkopf & Schwarzkopf, 2007, ISBN 978-3-89602-798-6
- Saifon Somdaeng: Letzter Ausweg Pattaya. (Roman). Bangkok: Bamboo Sinfonia, 2011.